# Vittjärnen (Hassela socken, Hälsingland)
Vittjärnen är en sjö i Nordanstigs kommun i Hälsingland och ingår i Harmångersåns huvudavrinningsområde.